# Polonia en los Juegos Olímpicos de Los Ángeles 1932
Polonia estuvo representada en los Juegos Olímpicos de Los Ángeles 1932 por un total de 51 deportistas que compitieron en 4 deportes.  
El portador de la bandera en la ceremonia de apertura fue el remero Janusz Ślązak.

## Medallistas
El equipo olímpico polaco obtuvo las siguientes medallas:
| Nombre                                                                                             | Deporte   | Competición                |
| -------------------------------------------------------------------------------------------------- | --------- | -------------------------- |
| Oro                                                                                                |           |                            |
| Janusz Kusociński                                                                                  | Atletismo | 10 000 m M                 |
| Stanisława Walasiewicz                                                                             | Atletismo | 100 m F                    |
| Plata                                                                                              |           |                            |
| Jerzy Braun Janusz Ślązak Jerzy Skolimowski                                                        | Remo      | Dos con timonel (M2+) M    |
| Bronce                                                                                             |           |                            |
| Jadwiga Wajsówna                                                                                   | Atletismo | Disco F                    |
| Władysław Dobrowolski Tadeusz Friedrich Leszek Lubicz-Nycz Adam Papée Władysław Segda Marian Suski | Esgrima   | Sable por eqs. M           |
| Henryk Budziński Jan Krenz-Mikołajczak                                                             | Remo      | Dos sin timonel (M2-) M    |
| Jerzy Braun Edward Kobyliński Janusz Ślązak Stanisław Urban Jerzy Skolimowski                      | Remo      | Cuatro con timonel (M4+) M |